# Felsőtábla
A Felsőtábla (főtábla, főrendi tábla) a magyar országgyűlés felsőháza az alsótábla mellett, a kéttáblás (kétkamarás) rendi országgyűlések időszakában, 1608-tól 1848-ig, az első népképviseleti országgyűlésig. Tagjai az ország felső rétege: a főnemesek (hercegek, grófok, bárók) született jogon, és bizonyos állami és egyházi vezető tisztségek viselői (a nádor, a zászlósurak, főispánok, királyi tanácsosok, püspökök stb.). Vezetője a mindenkori nádor volt.

## Tagjai
A felsőtáblának tagja volt főnemesi kiváltságként, születési jogon a főnemesség. Többi tagja állami vagy egyházi vezető hivatali pozíciójánál fogva vett részt a munkájában.
Vezetője: a nádor.
A felsőházi tagjai: 
- az ország zászlósurai, a nádor, az országbíró, a tárnokmester,
- a született örökös főrendek (azaz a főnemesi címmel rendelkező arisztokraták; hercegek, grófok, bárók),
- a püspökök (a címzetes püspökök is):  a római katolikus, görögkatolikus és a görögkeleti püspökök.
- a vármegyei főispánok, a királyi tanácsosok.

## Helye a rendi országgyűlésben
A kezdetektől fogva lényegében két testületként (Királyi Tanács, illetve Országgyűlés) is működő tanácskozások 1608-ban már mint az országgyűlés két táblája jelennek meg. Ekkor vált kétkamarássá a rendi országgyűlés. A különbségek szembeszökőek voltak, a tárgyalásokat is külön folytatták.

## A rendi országgyűlés működési elve
Az alsótábla üzenet formájában továbbította a  határozatát a felsőtáblának. Ez az úgynevezett felirati javaslat azonban csak akkor kerülhetett az uralkodó elé szentesítésre, ha azt a felsőtábla is jóváhagyta.

Ez nagy mértékben lassította a döntések meghozatalát, mert az alsó- és felsőtáblán addig folytak az üzenetváltások (felirati és leirati javaslatok formájában), amíg sikerült közös álláspontot kialakítani.

Ekkor közös felirati javaslatban felküldték az uralkodóhoz, aki leiratban ismertette módosító javaslatait, vagy szentesítette.

## Lásd még
- Rendi országgyűlés
- Országgyűlés
- Alsótábla

## Külső hivatkozások
- Magyar állam és jogtörténet
- Az országgyűlés formálódása a honfoglalástól napjainkig
- Érettségi tételek